# Kahvederesi, Nazilli
Kahvederesi là một xã thuộc huyện Nazilli, tỉnh Aydın, Thổ Nhĩ Kỳ. Dân số thời điểm năm 2010 là 178 người.